# 小槻公尚
小槻 公尚（おづき の きみひさ、仁安3年〈1168年〉 - 貞応元年3月1日〈1222年4月13日〉）は、平安時代末期から鎌倉時代の官人。玄蕃頭・小槻広房の子。官位は正五位下・左大史。

## 経歴
東市正を経て、後白河院政期後期の文治3年（1187年）までに右大史兼算博士となり、同年11月に父の大夫史・小槻広房の譲りにより従五位下に叙爵し、翌文治4年（1188年）従五位上に叙せられる。建久2年（1191年）後白河法皇の意向によって広房に代わって小槻隆職が大夫史に復任すると、公尚の左大史への任官が検討されるが、若年（24歳）であることを理由に摂政・九条兼実の反対に遭い実現しなかった。
のち、時期は不明ながら穀倉院別当・記録所奉行・主計頭・壱岐守を務めた。
後鳥羽院政期末の承久元年（1219年）右大史に復任すると、承久3年（1221年）左大史に任ぜられる。一方で、公尚は歴代の官務（左大史上首）には数えられていないが、これは左大史就任の背景に父広房の解任に対する見返りの要素があったためとみられる。また、公尚の左大史就任によって五位史が異例の2名となり、さらに当時五位外記も2名いたことから、五位の外記・史が4人並ぶ例はないとして、大外記・中原行方が辞任させられてしまう。しかし、翌貞応元年（1222年）3月には公尚は病気を理由に左大史を辞任し、行方が復任している。こうした経過からも公尚が長期に渉って官務左大史として活動することが求められていたとは考えにくい。またこの間の承久3年（1221年）には特別な沙汰によりて石清水行幸の奉行史に任じられているなど、公尚はおそらく有力な後ろ盾を得ていた可能性が高く、そうした関係から広房の解任時には若過ぎて見送られた左大史に、50歳代半ばとなってから改めて補任されたことが想定される。実際に寛喜2年（1230年）壬生流の小槻惟任が北白河院（後高倉院妃）に大夫史の相続を願い出た際、公尚の左大史任官を後鳥羽院の近臣との縁によるものと見做していた様子が窺われる。
貞応元年（1222年）12月27日卒去。享年55。最終官位は前左大史正五位下。

## 官歴
- 治承4年（1180年） 正月28日：東市正、算挙[7][8]
- 文治3年（1187年） 2月：算博士[9]。2月9日：見右大史[7]。11月14日：従五位下（父広房譲）[7]
- 文治4年（1188年） 10月14日：従五位上[8]
- 時期不詳：正五位下。穀倉院別当。記録所奉行。主計頭。壱岐守[10]
- 承久元年（1219年） 正月21日：右大史[11]
- 承久2年（1220年） 3月14日：辞壱岐守[12]
- 承久3年（1221年） 日付不詳：左大史[13]
- 貞応元年（1222年） 3月1日：停左大史[14]。12月27日：卒去[10]

## 系譜
『系図纂要』による。
- 父：小槻広房
- 母：不詳
- 生母不詳の子女
  - 男子：小槻季継（1192-1244）
  - 男子：小槻為景（?-1249）
  - 男子：琳経（?-1242）